# 普罗旺斯地区艾克斯站
普罗旺斯地区艾克斯站，是法国的一个铁路车站，位于法国城市普罗旺斯地区艾克斯。

## 站名
因本站所在城市的中文翻译标准不同，普罗旺斯地区艾克斯站有时又被翻译成"普罗旺斯艾克斯站"、"艾克斯昂普罗旺斯站"、"艾克斯站"或"埃克斯站"。

## 位置
普罗旺斯地区艾克斯站位于普罗旺斯地区艾克斯市区的中部。车站大致呈西北-东南走向，主站房开口朝东北。

## 设施
普罗旺斯地区艾克斯站设有人工售票窗口，其开放时间如下：
- 周一至五：8:30~19:00
- 周六：10:00~18:00
- 周日及节假日：关闭

此外，普罗旺斯地区艾克斯站还设有自动售票机。

## 停靠线路
以下列车线路在普罗旺斯地区艾克斯站停靠：
| 普罗旺斯地区艾克斯站列车线路表 |      |          |                   |              |
| 线路                           | 车种 | 上一站   | 下一站            | 大致运行频率 |
| 布里扬松/加普/锡斯特龙—马赛    | TER  | 梅拉尔格 | 加尔达讷          | 每天7趟左右  |
| 佩尔蒂—艾克斯/马赛             | TER  | 梅拉尔格 | （终点）/加尔达讷 | 每天9趟左右  |
| 艾克斯—马赛                    | TER  | （起点） | 加尔达讷          | 每天15趟左右 |
| 1.                             |      |          |                   |              |

## 配套交通

### 长途客车
普罗旺斯地区艾克斯站配套的长途汽车站（Gare routière）位于车站西南侧，于2014年5月正式投入运营。
| 停靠普罗旺斯地区艾克斯站的大巴车 |                              | |
| 上下车地点                       | 运营单位                     | 主要目的地 |
| 124 Avenue Henri Mouret          | Flixbus                      | - 719线：瓦朗斯、里昂、索恩河畔自由城、马孔、沙罗勒、帕赖勒莫尼亚勒 - 728线：巴塞罗那、佩皮尼昂、蒙彼利埃、尼姆、热那亚、尼斯、戛纳 - 734线：瓦朗斯、圣艾蒂安、克莱蒙费朗 - 739线：格勒诺布尔、尚贝里、阿讷西、日内瓦 - 768线：尼姆、蒙彼利埃、纳博讷、图卢兹 - N718线：图卢兹、阿让、波尔多 - N719线：巴黎西、巴黎南、里昂、戛纳、尼斯、芒通、热那亚 - N720线：米兰、热那亚、尼斯、里昂、贝桑松、贝尔福、米卢斯、科尔马、斯特拉斯堡 - N734线：克莱蒙费朗、布尔日、图尔、索米尔、昂热、南特 |
| 艾克斯汽车站                     | Eurolines                    | 巴塞罗那、尼斯、佩皮尼昂、纳博讷、蒙彼利埃、尼姆 （可联程中转前往欧洲各地） |
| 艾克斯汽车站                     | Isilines                     | 巴黎、第戎、里昂、尼斯、戛纳 |
| 艾克斯汽车站                     | 普罗旺斯城际客运 LER         | - 17号线：卡庞特拉、卡瓦永、高铁站 - 19号线：土伦 - 20号线：马赛、尼斯 - 23号线：阿维尼翁 - 25号线：马赛、福卡尔基耶 - 27号线：马赛、里耶兹 - 29号线：马赛、锡斯特龙、加普 |
| 艾克斯汽车站                     | 罗讷河口省城际客运 Cartreize | - 马赛圣夏尔站（公交化运营） - 罗讷河口省境内主要城市 |
| 普罗旺斯地区艾克斯站门口         | Ouibus                       | 里昂、瓦朗斯、蒙特利马尔、米兰、布里扬松、热那亚、尼斯 |
| 普罗旺斯地区艾克斯站门口         | SNCF Car TER                 | （当某条铁路线施工或罢工时，SNCF可能会提供途径该线路沿途站点的大巴车） |
| 1. 2. 3. 4. 5. 6. 7. 8. 9. 10.   |                              | |

### 市内交通
| 普罗旺斯地区艾克斯站附近的市内公共交通线路 |                                                  | |
| 公交车站名称                               | 位置                                             | 停靠线路及行驶方向 |
| Gare S.N.C.F. 火车站                       | 普罗旺斯艾克斯站正门口 （仅由东向西单向设站）    | - 4路：艾克斯-活动中心 - 8路：艾克斯-马尔盖里德 - 19路：艾克斯-加里斯城堡 - M2线：艾克斯-塔马里医院 |
| Malherbe 马勒尔布                          | 距离普罗旺斯艾克斯站100米 （仅由西向东单向设站） | - 1路：艾克斯-雨果转盘（环线） - 3路：艾克斯-圣安德雷谷 - 4路：艾克斯-圣安德雷谷 - 5路：艾克斯-布吕内P+R停车场 - 6路：艾克斯-三圣帝停车场 - 8路：艾克斯-艺术谷 - 13路：勒托洛内-帕雷特/镇中心 - 19路：艾克斯-伊夫布朗游泳池 - 25路：韦内勒-大地 |
| 1. 2.                                      |                                                  | |

### 社会车辆
普罗旺斯地区艾克斯站门口设有社会车辆停车场。

## 临近车站
| 普罗旺斯地区艾克斯站（Gare d'Aix-en-Provence） |                               |            |
| 上行车站                                       | 线路                          | 下行车站   |
| 加尔丹讷站                                     | 里昂－马赛铁路                | 梅拉尔格站 |
| 雷米勒站                                       | 罗尼亚克－艾克斯铁路 （货运） | （终点）   |
| - 本表仅显示运营中的线路及车站                 |                               |            |